# Ilse Werner
Ilse Werner, pseudonimo di Ilse Charlotte Still, (Giacarta, 11 luglio 1921 – Lubecca, 8 agosto 2005), è stata un'attrice tedesca.

## Biografia
Ilse Charlotte Still nacque nelle Indie Olandesi, a Batavia (città che avrebbe preso in seguito il nome di Giacarta), figlia di un ricco piantatore olandese. Sua madre, Lilli Werner, era tedesca. Relativamente impoverita, la famiglia nei primi anni trenta si trasferì prima a Francoforte sul Meno e quindi a Vienna. Nella capitale austriaca, Ilse si iscrisse alla Scuola d'arte drammatica diretta da Max Reinhardt, assumendo il nome d'arte di Ilse Werner, pseudonimo che avrebbe conservato per tutta la sua carriera.
Nel 1937, debuttò al Theater in der Josefstadt di Vienna in una commedia dal titolo Glück (Felicità). Quasi subito, fece anche il suo esordio cinematografico nel film Finale. La pellicola - una commedia sceneggiata da Ernst Marischka, il futuro regista della trilogia di Sissi - uscì nel febbraio 1938 sia in Austria che in Germania (in Italia, venne distribuito nel 1941, durante la guerra, con il titolo Peccati d'amore).
Messa sotto contratto dall'UFA, Ilse Werner diventò una stella interpretando il romantico ruolo di Inge Wagner in Concerto a richiesta, un film del 1940 che venne presentato alla nona Mostra di Venezia del 1941. Pellicola di propaganda firmata da Eduard von Borsody, fu uno dei più notevoli successi del cinema tedesco all'epoca.

## Filmografia
- Peccati d'amore (Finale o Die unruhigen Mädchen), regia di Géza von Bolváry (1938)
- Frau Sixta, regia di Gustav Ucicky (1938)
- Das Leben kann so schön sein, regia di Rolf Hansen (1938)
- Bel Ami - L'idolo delle donne (Bel Ami), regia di Willi Forst (1939)
- La signorina (Fräulein), regia di Erich Waschneck (1939)
- Drei Väter um Anna, regia di Carl Boese (1939)
- Quando comincia l'amore (Ihr erstes Erlebnis), regia di Josef von Báky (1939)
- Il sogno di carnevale (Bal paré), regia di Karl Ritter (1939)
- Concerto a richiesta (Wunschkonzert), regia di Eduard von Borsody (1940)
- Due amori (Die schwedische Nachtigall), regia di Peter Paul Brauer (1941)
- Per la sua felicità (Der Weg ins Freie), regia di Rolf Hansen (1941)
- Arditi dell'oceano (U-Boote westwärts!), regia di Günther Rittau (1941)
- Alba d'amore (Hochzeit auf Bärenhof), regia di Carl Froelich (1942)
- A suon di musica (Wir machen Musik), regia di Helmut Käutner (1942)
- Il barone di Munchhausen (Münchhausen), regia di Josef von Báky (1943)
- Jetzt erst recht! , regia di Herbert Brieger (1944)
- Große Freiheit Nr. 7, regia di Helmut Käutner (1944)
- Das seltsame Fräulein Sylvia, regia di Paul Martin (1945)
- Sag' die Wahrheit, regia di Helmut Weiss (1946)
- Profondità misteriose (Geheimnisvolle Tiefe), regia di Georg Wilhelm Pabst (1949)
- La traversata del terrore (Epilog: Das Geheimnis der Orplid), regia di Helmut Käutner (1950)
- Die gestörte Hochzeitsnacht
- Mutter sein dagegen sehr , regia di Viktor Tourjansky (1951)
- Königin einer Nacht, regia di Kurt Hoffmann (1951)
- Eine nette Bescherung    - film tv
- Der Vogelhändler, regia di Arthur Maria Rabenalt (1953)
- Ännchen von Tharau
- Ein toller Tag , regia di Oscar Fritz Schuh (1954)
- Sie können sich sehen lassen, regia di Peter A. Horn - film tv (1955)
- Griff nach den Sternen, regia di Carl-Heinz Schroth (1955)
- Die Herrin vom Sölderhof , regia di Jürgen von Alten (1955)
- Die Hallo-Sisters, regia di Ottokar Runze (1990)